# Урбаньеха Стурди, Диего Баутиста
Диего Баутиста Урбаньеха Стурди (исп. Diego Bautista Urbaneja; 16 декабря 1782, Барселона, Ансоатеги, Генерал-капитанство Венесуэла — 12 января 1856, Каракас) — венесуэльский политический и государственный деятель, вице-президент Венесуэлы (1830—1833, 1837, 1845—1847), министр иностранных дел Венесуэлы (1830), министр финансов (1830), адвокат, полковник, участник войны за независимость Венесуэлы.

## Биография
Изучал до 1811 года право в Королевском и Папском университете Каракаса (ныне Центральный университет Венесуэлы). В следующем году был назначен советником Главного управления высшей полиции, после падения первой енесуэльской республики был арестован и заключён в тюрьму Ла-Гуайра. Позже освобождён. В 1813 году, после восстановления республики, поступил на военную службу. В 1814 году переехал на Восток, входил в состав временного правительства острова Маргарита, позже служил военным аудитором в экспедиции генерала Пабло Морильо (1815). В том же году он отправился в Картахену-де-Индиас, где служил под командованием генерала Хосе Франсиско Бермудеса. Когда в декабря 1815 года крепость попала в руки роялистов, вместе с другими патриотами бежал на Ямайку.
В 1816 году, находясь на Гаити, присоединился к армии Симона Боливара и в том же году стал губернатором Карупано. В 1820 г. — депутат на Конгрессе в Ангостуре. В следующем году Симон Боливар назначил его на должность министра внутренних дел и юстиции, позже военным и военно-морским министром.
Масон. В 1824 году участвовал в создании Великой ложи Колумбии, которая находилась в Каракасе. После разделения Колумбии и Венесуэлы, была создана Великая ложа республики Венесуэла. В 1838 году было восстановлено масонство в Венесуэле. Первым великим мастером новой великой ложи стал Диего Баутиста Урбаньеха Стурди, когда он занимал должность вице-президента страны.
В 1830 году, после распада Великой Колумбии и обретения Венесуэлой независимости, занял пост министра финансов, позже стал вторым министром иностранных дел Венесуэлы после Хуана Хермана Росио.
В 1833—1835 годах был первым директором Национальной библиотеки. В 1834 году безуспешно баллотировался на пост президента. В 1843 году был назначен председателем Верховного суда Венесуэлы.
В 1852—1853 годах — губернатор провинции Каракас.
Его останки были похоронены в Национальном пантеоне Венесуэлы 22 октября 1876 года.

## Память
- В его честь назван муниципалитет Диего-Баутиста-Урбанеха, входящий в состав венесуэльского штата Ансоатеги.